# 安原貞室
安原 貞室（やすはら ていしつ：1610年（慶長15年） - 1673年3月25日（延宝元年2月7日））は、江戸時代前期の俳人で、貞門七俳人の一人。名は正明（まさあきら）、通称は鎰屋（かぎや）彦左衛門、別号は腐俳子（ふはいし）・一嚢軒（いちのうけん）。京都の紙商。

## 生涯
1625年（寛永2年）、松永貞徳に師事して俳諧を学び、42歳で点業を許された。貞門派では松江重頼と双璧をなす。貞室の「俳諧之註」を重頼が非難したが、重頼の「毛吹草」を貞室が「氷室守」で論破している。自分だけが貞門の正統派でその後継者であると主張するなど、同門、他門としばしば衝突した。門下としては榎並貞因など。
作風は、貞門派の域を出たものもあり、蕉門から高い評価を受けている。句集は「玉海集」。